# Каштан Бальзака
Каштан Бальзака. Обхват 2,5 м. Висота 18 м. Вік понад 150 років. Росте в садибі Ганських у селі Верхівня Ружинського району Житомирської області. Під деревом любив відпочивати відомий французький письменник Оноре де Бальзак. Дерево вимагає заповідання.

## Ресурси Інтернету
- Фотогалерея самых старых и выдающихся деревьев Украины  [Архівовано 8 Квітня 2014 у Wayback Machine.]

## Виноски
1. 1 2   Шнайдер С. Л., Борейко В. Е., Стеценко Н. Ф. 500 выдающихся деревьев Украины. — К.: КЭКЦ, 2011. — 203 с.